# Overland Stage Raiders
Overland Stage Raiders é um filme norte-americano de 1938, do gênero faroeste, dirigido por George Sherman e estrelado por John Wayne, Ray Corrigan e Max Tehune.

## A produção
Esta é a décima-oitava aventura do trio The Three Mesquiteers e a segunda a ter John Wayne no elenco.
O filme é notável por ser o último da carreira de Louise Brooks, que, ao ser perguntada por que aceitara fazer parte de um projeto tão inexpressivo, respondeu: "eu precisava daqueles trezentos dólares".

## Sinopse
Os Três Mosqueteiros do Oeste adquirem um avião para despachar ouro de uma longínqua cidade mineradora, depois que carregamentos por terra foram roubados.

## Elenco
| Ator/Atriz      | Personagem     |
| --------------- | -------------- |
| John Wayne      | Stony Brooke   |
| Ray Corrigan    | Tucson Smith   |
| Max Tehune      | Lullaby Joslin |
| Louise Brooks   | Beth Hoyt      |
| Anthony Marsh   | Ned Hoyt       |
| Ralph Bowman    | Bob Whitney    |
| Gordon Hart     | W. T. Mullins  |
| Roy James       | Dave Harmon    |
| Olin Francis    | Jake           |
| Fern Emmett     | Mamãe Hawkins  |
| Henry Otho      | Xerife Mason   |
| George Sherwood | Clanton        |
| Arch Hall Sr.   | Joe Waddell    |
| Frank LaRue     | Hank Milton    |